# Simiao Purificaçao Fernandes
Simiao Purificaçao Fernandes (ur. 21 grudnia 1967 w Chandor) – indyjski duchowny rzymskokatolicki, biskup pomocniczy Goa i Damanu od 2024.

## Życiorys

### Prezbiterat
Święcenia kapłańskie przyjął 10 maja 1993 i został prezbiterem archidiecezji Goa i Damanu. Pracował głównie jako duszpasterz parafialny, był też m.in. wykładowcą seminarium patriarchalnego w Rachol (2005–2018) oraz dyrektorem archidiecezjalnego Instytutu Duszpasterskiego św. Piusa X (2018–2024).

### Episkopat
6 kwietnia 2024 roku papież Franciszek mianował go biskupem pomocniczym Goa i Damanu ze stolicą tytularną Saldae. 
17 czerwca 2024 otrzymał święcenia biskupie. Udzielił mu ich kardynał Filipe Neri Ferrão.  